# Lipniki (powiat bartoszycki)
Lipniki (niem. Lipeniken, do 1945 r. Liebnicken) – osada w Polsce położona w województwie warmińsko-mazurskim, w powiecie bartoszyckim, w gminie Górowo Iławeckie. W latach 1975–1998 miejscowość należała administracyjnie do województwa olsztyńskiego.

## Historia
Wieś lokowana w 1437 roku jako wieś szlachecka. W 1889 r. do majątku szlacheckiego należało 279 ha. W 1935 r. w tutejszej szkole zatrudniony był jeden nauczyciel, a uczyło się 58 dzieci. W 1939 r. we wsi mieszkało 195 osób. W 1983 r. Lipniki były PGR-em. Znajdowało się tu 7 domów z 23 mieszkaniami, zabudowa była zwarta. We wsi mieszkało 162 mieszkańców. Była świetlica, punkt biblioteczny i kuźnia.